# Chondroderella borneensis
Chondroderella borneensis är en insektsart som först beskrevs av Brunner von Wattenwyl 1895.  Chondroderella borneensis ingår i släktet Chondroderella och familjen vårtbitare. Inga underarter finns listade i Catalogue of Life.